# Flavio Calle Zapata
Flavio Calle Zapata (n. San Andrés de Cuerquia, 18 de febrero de 1944) es un arzobispo católico, teólogo y profesor colombiano.

## Biografía

Mapa de la jurisdicción de la Arquidiócesis de Ibagué.

Nacido en el municipio colombiano de San Andrés de Cuerquia (Antioquia), el 18 de febrero de 1944.
Cuando era joven descubrió su vocación religiosa y entró al Seminario de Santa Rosa de Osos donde cursó secundaria y seguidamente cursó Teología en el Seminario Mayor, ambos de Diócesis de Santa Rosa de Osos.
Finalmente fue ordenado sacerdote por el Papa Pablo VI, el 22 de agosto de 1968 en la ciudad de Bogotá.
Tras su ordenación, inició su ministerio pastoral en su diócesis como miembro del equipo diocesano de pastoral juvenil; después fue párroco de El Bagre durante un total de 9 años y seguidamente fue miembro del Equipo diocesano de Pastoral.
Luego se trasladó a Italia donde obtuvo un Doctorado en Teología moral por la Pontificia Universidad Gregoriana de Roma.
A su regreso a Colombia continuó con su ministerio, ejerciendo de profesor y director espiritual en el Seminario de Santa Rosa de Osos; el mismo en el que había estudiado.
Ya el 16 de febrero de 1989 fue nombrado por el Papa Juan Pablo II, como Obispo-Prelado de la Diócesis de Montelíbano.
Recibió la consagración episcopal el 16 de marzo del mismo año, a manos de su consagrante principal: el entonces Obispo de Santa Rosa de Osos Mons. Joaquín García Ordóñez; y de sus co-consagrantes: el entonces Nuncio Apostólico en el país Mons. Angelo Acerbi y el entonces Obispo de Pereira cardenal Mons. Darío Castrillón Hoyos.
Posteriormente el 16 de febrero de 1993, Juan Pablo II lo designó como Obispo de la Diócesis de Sonsón-Rionegro.
Ejerció como Arzobispo de Ibagué desde el día 10 de enero de 2003, Tomó posesión oficial de este nuevo cargo, el miércoles 19 de marzo.
El 19 de marzo del 2019, Su Santidad Francisco, aceptó su renuncia a la sede de Ibagué, otorgándole el título de Arzobispo emérito de Ibagué.